# Technicoloured Roses
Technicoloured Roses is een Deens-Zweeds jazz-pop-project dat gestart is in 2010. De leden zijn Jonas Gladnikoff, Camilla Gottschalck en Christina Schilling. De groep heeft zijn eerste videoclip uitgebracht in 2011, met de titel Keep On Playing. Hierin speelden ook verschillende gastmuzikanten mee. In september 2012 is Keep On Playing ook uitgebracht als een single en opgenomen op hun eerste EP Planet Of The Roses, welke in december 2012 werd gelanceerd. De groep bracht het in 2011 ook tot de halve finale van de Zweedse liedjeswedstrijd Metro On Stage.

## Discografie

### Studioalbums
- 2012: Planet Of The Roses

### Singles
- 2012: Keep On Playing